# Pampanito (municipalité)
Pour les articles homonymes, voir Pampanito.
Pampanito est l'une des vingt municipalités de l'État de Trujillo au Venezuela. Son chef-lieu est Pampanito. En 2011, la population s'élève à 28 521 habitants.

## Géographie

### Subdivisions
La municipalité est divisée en trois paroisses civiles avec, chacune à sa tête, une capitale (entre parenthèses)
- La Concepción (La Concepción) ;
- Pampanito (Pampanito) ;
- Pampanito II (Pampanito II).